# Breviraja colesi
Breviraja colesi är en rockeart som beskrevs av Bigelow och Schroeder 1948. Breviraja colesi ingår i släktet Breviraja och familjen egentliga rockor. IUCN kategoriserar arten globalt som otillräckligt studerad. Inga underarter finns listade.